# Tully (film 2018)
Tully è un film del 2018 diretto da Jason Reitman con protagoniste Charlize Theron e Mackenzie Davis.

## Trama
Marlo Moreau è sposata con Drew, ha due figli, Sarah e Jonah, ed è incinta del terzo. Jonah soffre di un disturbo dello sviluppo al quale Marlo tenta di porre rimedio attraverso il cosiddetto "protocollo Wilbarger", che consiste nello spazzolare il corpo del bambino per diminuirne la sensibilità sensoriale. Una sera, durante una cena di famiglia, suo fratello Craig si offre di pagarle una tata notturna per il nascituro, ma lei rifiuta.
Poco tempo dopo Marlo dà alla luce una bambina, che chiama Mia. Ben presto, tuttavia, l'arrivo della piccola la porta a diventare stanca ed esausta e quando la preside della scuola di Jonah le consiglia di trasferire il figlio in un altro istituto, la donna raggiunge il limite e accetta di chiamare una tata notturna.
In casa Moreau si presenta così la giovane tata Tully: nonostante un imbarazzo reciproco iniziale, presto lei e Marlo diventeranno amiche intime. Tully dimostra di essere un’ottima tata, pulendo la casa e preparando dei dolci per la scuola di Jonah. Quando Marlo le dice che il marito ha da sempre un debole per le ragazze vestite da cameriere degli anni '50, Tully indossa una sua uniforme a tema e i tre hanno un ménage à trois.
Una sera, Tully arriva a casa di Marlo visibilmente nervosa: le spiega di aver litigato con la sua coinquilina, esasperata dal suo portare a casa troppi ragazzi, e le propone di andare a bere qualcosa in città. Marlo, seppur riluttante, accetta; tuttavia, mentre si trovano in un locale, Tully comunica improvvisamente a Marlo di non poter più lavorare per lei, spiegando che lo faceva solo per “colmare un vuoto” e non si sente più desiderata. Durante il viaggio di ritorno verso casa, Marlo ha un colpo di sonno e la sua macchina sprofonda nel lago Michigan.
Marlo si risveglia sott’acqua e immagina Tully, sotto forma di sirena, che la salva. Si risveglia poi in un ospedale, con a fianco Drew. Un'infermiera informa quest’ultimo che Marlo soffriva di sfinimento estremo e privazione del sonno, quindi gli chiede della tata. Lui dice di non saperne molto e, quando gli viene chiesto il cognome da nubile della moglie, lui risponde con “Tully”. Si scopre così che Tully in realtà non esiste e Marlo l’ha immaginata come diversivo al suo stress. Viene visitata per un’ultima volta dalla tata nella sua camera d’ospedale, dove le due decidono di non vedersi più e si separano amichevolmente.
Marlo torna a casa e trova Jonah: il figlio le spiega di non aver più bisogno del protocollo perché sta meglio e i due si abbracciano. In seguito, Marlo si reca in cucina a preparare il pranzo e nel mentre ascolta la musica con gli auricolari. Drew mette una delle due cuffiette e la aiuta a cucinare.

## Produzione
Le riprese del film sono iniziate il 22 settembre 2016 a Vancouver. Per interpretare il suo ruolo, Charlize Theron è ingrassata 23 kg in tre mesi e mezzo. In seguito, le è servito un anno e mezzo per ritornare al suo peso abituale.

## Promozione
Il primo trailer ufficiale del film è stato diffuso l'11 gennaio 2018.

## Distribuzione
Il film è stato presentato al Sundance Film Festival 2018 il 23 gennaio, venendo poi distribuito nelle sale cinematografiche statunitensi a partire dal 4 maggio 2018 ed in quelle italiane dal 28 giugno dello stesso anno.

### Divieti
Negli Stati Uniti il film è stato vietato ai minori di 17 anni non accompagnati da adulti per la presenza di "nudità e linguaggio scurrile".

## Accoglienza

### Critica
Sul sito Rotten Tomatoes il film ottiene l'87% delle recensioni professionali positive, con un voto medio di 7,7 su 10, basato su 217 critiche.

## Riconoscimenti
- 2019 - Golden Globe[8]
  - Candidatura per la miglior attrice in un film commedia o musicale a Charlize Theron
- 2019 - Critics' Choice Awards[9]
  - Candidatura per la miglior attrice in un film commedia a Charlize Theron